# 川庄美雪
川庄美雪（1月30日—），日本女性配音員。出身於茨城縣。青二Production所屬。身高162cm。O型血。

## 人物簡介
東映動畫研究所聲優藝人科畢業。主要從事海外電影及電視影集日語配音的工作，同時也有參加電視動畫配音和負責解說。
興趣有電影鑑賞、打鼓演奏。有飼養貓。

## 演出作品
※粗體字表示說明飾演的主要角色。

### 電視動畫
2005年
- CLUSTER EDGE（女僕）
- 初音島 Second Season（男孩子）
- 冒險王比特（男孩子）
- ONE PIECE（青椒）

2006年
- 金色琴弦 ～primo passo～（管弦樂社員、學生）
- 結界師（墨村利守）
- 飛天小女警Z（電腦）
- 聲優白皮書（看護人員）

2007年
- 花鈴的魔法戒（滿的親衛隊〈Michirian〉2、6歳的錦織滿）
- 戀愛天使安琪莉可 ～光輝的明天～（小孩）
- 古代王者 恐龍王（美咲菫）
- 鬼太郎 (第5作)（情侶女）
- 守護甜心！（山吹沙綾）
- 悲慘世界 少女珂賽特（米蓮、村子女性B）

2008年
- 機動戰士鋼彈00 2nd Season（希林格·凱爾）
- CLANNAD ～AFTER STORY～（咲）
- 守護甜心!! 心跳（山吹沙綾）
- 二十面相少女（小百合、健的母親）
- 火球（多羅絲賽露）
- 波菲的漫長旅程（克莉絲婷、娜塔莉）

2009年
- 黑神 The Animation（學生）
- 神奇寶貝鑽石&珍珠（ルチル）

2010年
- 變身！公主偶像（漢賽爾）

2011年
- 火球 Charming（多羅絲賽露）
- 魔乳秘劍帖（胸杜露葉）
- ONE PIECE（人魚）

2012年
- 學活！（高千穂千穗[5]）
- 罪惡王冠（倉知）
- 櫻桃小丸子 (第2期)（司書）
- ONE PIECE（女性、小孩、妻、男孩子、露卡）

2014年
- 天雷爭霸：復仇者聯盟（布里吉特·張教授）
- ONE PIECE（妖精）

2015年
- 影鰐 -KAGEWANI-（番場宗介〈少年〉）

2016年
- 影鰐 -KAGEWANI- 承（客室乘務員、由美香）

2017年
- 火球 Humorous（多羅絲賽露[6]）
- ONE PIECE 東海特別篇 ～魯夫與四位夥伴的大冒險～（日语：ONE PIECE エピソードオブ東の海 〜ルフィと4人の仲間の大冒険!!〜）（青椒）

2018年
- 鬼太郎 (第6作)（粉絲代表）

2020年
- 別對映像研出手！（道頓堀透）
- Asatir 未來的傳說故事（日语：アサティール 未来の昔ばなし）（薩德的兒子）

2022年
- 終末的後宮（桐原理子）

### OVA
2005年
- 和爸爸KISS IN THE DARK（粉絲）

2007年
- 櫻花大戰 New York·紐約（日语：サクラ大戦 ニューヨーク・紐育）（紐約人群）

### 電影動畫
2006年
- 永遠之法（日语：永遠の法#映画）

### 遊戲
2005年
- 卒業 ～Next Graduation～（學生D）
- 冒險王比特 Darkness Century

2006年
- CLANNAD（咲）
- 斯巴達戰士 ～古希臘英雄傳～（日语：スパルタン 〜古代ギリシャ英雄伝〜）
- 世界傳奇 光明神話（主人翁〈女〉）
- 女神異聞錄3
- 約束之地（米蓮）
- 摔角天使 生存者（日语：レッスルエンジェルス）

2007年
- 真·三國無雙Online
- 女神異聞錄3 FES

2008年
- 三國志Online（日语：三國志Online）
- 戰場女武神（琳恩）
- 人中之龍 登場！（浮世）
- 摔角天使 生存者2（日语：レッスルエンジェルス）

2009年
- 守護甜心！動感節奏♪（日语：しゅごキャラ! ノリノリ!キャラなりズム♪）（山吹沙綾）

2010年
- 戰場女武神2 加利亞王立士官學校（琳恩）

2011年
- SD鋼彈 G世代 OVER WORLD（希林格·凱爾）
- 鋼彈回憶錄 ～歷戰回憶～（希林格·凱爾）
- 戰場女武神3 -Unrecorded Chronicles-（琳恩）
- 人中之龍 Of the End

2012年
- SD鋼彈 G世代 OVER WORLD（希林格·凱爾）
- 新·劍與魔法與學園刻之學園（日语：新・剣と魔法と学園モノ。刻の学園）
- 第2次超級機器人大戰Z 再世篇（希林格·凱爾）
- ONE PIECE 冒險的黎明（日语：ワンピース ROMANCE DAWN 冒険の夜明け）（胡蘿蔔）

2013年
- 噬神者2（玩家聲音）

2014年
- 超級英雄世代（加迪薩／加萊佐）

2015年
- 第3次超級機器人大戰Z 連獄篇（克勞迪雅·亞可）

2016年
- 緋夜傳奇

2018年
- 人中北斗（麻米亞）

2019年
- SD鋼彈 G世代 CROSSRAYS（希林格·凱爾）

### 廣播劇CD
- 金色琴弦（女學生）
- 緋色的碎片 貳（幼少時期的鬼崎拓磨）
- 百鬼夜行抄（洋子）
- 貧窮姊妹物語（護士）

### 外語配音
※除了表格的作品之外，依英文名稱及英文原名排序。

#### 電影／電視影集
| 作品年份 | 作品名稱                    | 配演角色           | 演員                                  | 媒介                |
| -------- | --------------------------- | ------------------ | ------------------------------------- | ------------------- |
| 2005     | 哈利·波特：火盃的考驗       | 張秋               | 梁佩詩                                | 劇院公映／影碟版本  |
| 2007     | 哈利波特：鳳凰會的密令      | 張秋               | 梁佩詩                                | 劇院公映／影碟版本  |
| 2011     | 哈利·波特：死神的聖物II     | 張秋               | 梁佩詩                                | 劇院公映／影碟版本  |
| 1983     | 小狗千裏尋主記              | 丹尼年輕女性       | 馬克·本特利－                         | DVD版本             |
| 1999     | 亞曼達秀                    | 黛薇、布瑞         | －                                    | [ 注 1 ]            |
| 2000     | 奇異果女孩                  | 羅莉·吉爾莫        | 艾麗絲·布莉達                         | LaLa TV頻道         |
| 2002     | 法網遊龍：犯案動機          | 莉莉·卡萊爾        | 愛樂克莎·帕勒提諾                     | Super！drama TV頻道 |
| 2002     | 紅龍                        | 喬許·格拉漢姆      | 泰勒·派屈克·瓊斯                      | 東京電視台版        |
| 2003     | 絕地戰警2                   | 梅根               | －                                    | 朝日電視台版        |
| 2003     | 籃球兄弟                    | 哈利·詹姆斯·斯科特 | 貝珊妮·喬伊·倫茲                      | Super！drama TV頻道 |
| 2004     | 雙面任務                    | 譚美               | 絲安娜·美娜                           | DVD版本             |
| 2005     | 失蹤現場 (第3季)            | 尼爾·克勞森        | 布魯克·尼文                           | NHK-BS2版           |
| 2005     | 小查與寇弟的頂級生活        | 裘莉               | 凱特琳·帕皮                           | 迪士尼XD頻道        |
| 2005     | 愛在山谷下                  | 四月               | 凱特·丹寧絲                           | DVD版本             |
| 2005     | 要錢不要命                  | 夏琳〈小時候〉     | 瑞永·妮可·布朗                        | DVD版本             |
| 2005     | 足球維納斯                  | 喬納               | 黛安娜·安蒂拉                         | DVD版本             |
| 2006     | CSI犯罪現場：邁阿密 (第4季) | 薩曼莎·歐文斯      | 泰勒·科爾                             | WOWOW版             |
| 2006     | Mortified                   | 蕾拉·弗萊          | 達傑娜·卡希兒                         | NHK教育版           |
| 2006     | 狗咬狗                      | 余如               | 裴唯瑩                                | DVD版本             |
| 2006     | 元卓的天使                  | 鍾娥暻             | 宋幀旻                                | DVD版本             |
| 2006     | 綁架                        | 奧布芮·凱恩        | 奧莉薇·瑟爾比                         | DVD版本             |
| 2006     | 屠夫                        | 阿什莉             | 凱莉·維茲                             | DVD版本             |
| 2006     | 急診室的春天 (第13季)       | 波利               | 傑克·韋伯                             | NHK-BS2版           |
| 2006     | 詹姆士·龐德大戰皇家賭場     | －                 | －                                    | 影碟版本            |
| 2007     | 亡魂島                      | Lulu               | Sara Langebæk Gaarmann                | DVD版本             |
| 2007     | 失蹤現場 (第5季)            | 艾拉·尼斯          | 布魯克·尼文                           | NHK-BS2版           |
| 2007     | 雙面人魔                    | 珍·布魯克斯        | 丹妮爾·帕娜貝克                       | DVD版本             |
| 2007     | 變形金剛                    | －                 | －                                    | 劇院公映／影碟版本  |
| 2007     | 權力風暴                    | －                 | －                                    | DVD版本             |
| 2008     | 軍雞                        | 船戶萌美           | 關穎                                  | DVD版本             |
| 2008     | 印第安納瓊斯：水晶骷髏王國  | －                 | －                                    | 劇院公映／影碟版本  |
| 2008     | 危機邊緣                    | 艾拉·達納姆        | 莉莉·皮爾布拉德                       | Super！drama TV頻道 |
| 2008     | 魔法童話夜                  | －                 | －                                    | DVD版本             |
| 2009     | 生靈勿進                    | 凱西·貝爾登        | 奧黛特·安納布爾                       | 影碟版本            |
| 2009     | 玩偶特工                    | －                 | －                                    | DVD版本             |
| 2009     | 怪醫杜立德：百萬美元笨蛋    | 提芬妮·摩納哥      | 泰根·摩絲                             | DVD版本             |
| 2009     | 公主保衛戰                  | 崔爾喜             | 鄭智麟                                | DVD版本             |
| 2009     | 13號倉庫                    | 克勞蒂亞·多諾萬    | 艾莉森·史凱利歐提                     | DVD版本             |
| 2009     | 畢業生行不行                | 瑞登               | 艾麗絲·布莉達                         | DVD版本             |
| 2009     | 華麗年代                    | 露易莎             | 瑪莉安·歌迪雅                         | DVD版本             |
| 2010     | 靈異之城 (第4季)            | 克勞蒂亞·多諾萬    | 艾莉森·史凱利歐提                     | DVD版本             |
| 2010     | 瑪莉外宿中                  | 魏瑪莉             | 文瑾瑩                                | TBS版               |
| 2011     | CSI犯罪現場：紐約 (第8季)   | －                 | －                                    | WOWOW版             |
| 2012     | 護士當家 (第4季)            | －                 | －                                    | DVD版本             |
| 2012     | 戀愛之家                    | 韓侑莉             | 知英                                  | 東京電視台版        |
| 2013     | 那年冬天風在吹              | 文熙善             | 鄭恩地                                | TBS版               |
| 2013     | 超人：鋼鐵英雄              | 凱莉·費莉絲上尉    | 克莉絲汀娜·瑞恩                       | 劇院公映／影碟版本  |
| 2013     | 火之女神井兒                | 柳井               | 文瑾瑩                                | BS富士版            |
| 2013     | 厲陰宅                      | 安卓莉亞·佩倫      | 尚莉·卡斯威爾                         | 劇院公映版本        |
| 2014     | 第七傳人                    | 愛麗絲·迪恩        | 艾莉西亞·薇坎德                       | DVD版本             |
| 2015     | 侏羅紀世界                  | 莎拉·楊            | 凱蒂·麥克格雷斯                       | 劇院公映版本        |
| 2015     | 瘋狂前女友                  | 蕾貝卡·邦奇        | 瑞秋·布魯姆                           | Netflix頻道         |
| 2016     | 蝙蝠俠對超人：正義曙光      | 凱莉·費莉絲上尉    | 克莉絲汀娜·瑞恩                       | 劇院公映／影碟版本  |
| 2016     | 星際迷航3：超越星辰         | 潔拉               | 蘇菲亞·波提拉                         | BD&DVD版本          |
| 2016     | 星際大戰外傳：俠盜一號      | 莉亞·歐嘉納        | 嘉莉·費雪（樣貌） 英格薇·黛拉（體態） | 劇院公映／影碟版本  |
| 2017     | STAR WARS：最後的絕地武士   | 莉亞·歐嘉納        | 嘉莉·費雪（樣貌） 英格薇·黛拉（體態） | 劇院公映／影碟版本  |
| 2018     | 波希米亞狂想曲              | 瑪莉·奧斯汀        | 露西·波頓                             | 影碟版本            |

#### 動畫
- 四眼天雞（貴賓犬少女）
- 小比爾（英语：Little Bill）（馬爾金、肖恩、尼莎的母親）
- 我的青少年機器人時代（史蒂芬妮）
- 星際大戰系列（莉亞·歐嘉納）
  - 樂高星際大戰（英语：Lego Star Wars）
  - 星際大戰：反抗軍起義

### 電視節目
- 女奔寺刑事 大石水穗（日语：女かけこみ寺 刑事・大石水穂）（旁白）
- 青春REAL（旁白）
- 日本動畫100（旁白）

### 其它活動
- 病（上田早苗、坂井理惠）
- CR2（葵）
- 星際旅行：冒險續航（日语：スター・ツアーズ:ザ・アドベンチャーズ・コンティニュー）（莉亞·歐嘉納）
- 聲優閒談
- T.M.Revolution LIVE REVOLUTION '06 -UNDER:COVER-（旁白）
- 保育（雜誌）

## 音樂作品

### 角色歌曲
| 發行日期 | 標題   | 名義                                                  | 曲名                              | 備註                 |
| 2019年   | 2019年 | 2019年                                                | 2019年                            | 2019年               |
| -------- | ------ | ----------------------------------------------------- | --------------------------------- | -------------------- |
| 1月23日  |        | 多羅絲賽露·馮·福祿格（川庄美雪）&凱迪西多尼斯（大川透） | 「『未』」 「譚詩曲「花木惑星」」 | 動畫《火球》相關歌曲 |

## 腳註

## 外部連結
- 青二Production公式官網的聲優簡介 （页面存档备份，存于） （日語）
- 川庄美雪的X（前Twitter） （日語）